# Le Bourget-du-Lac

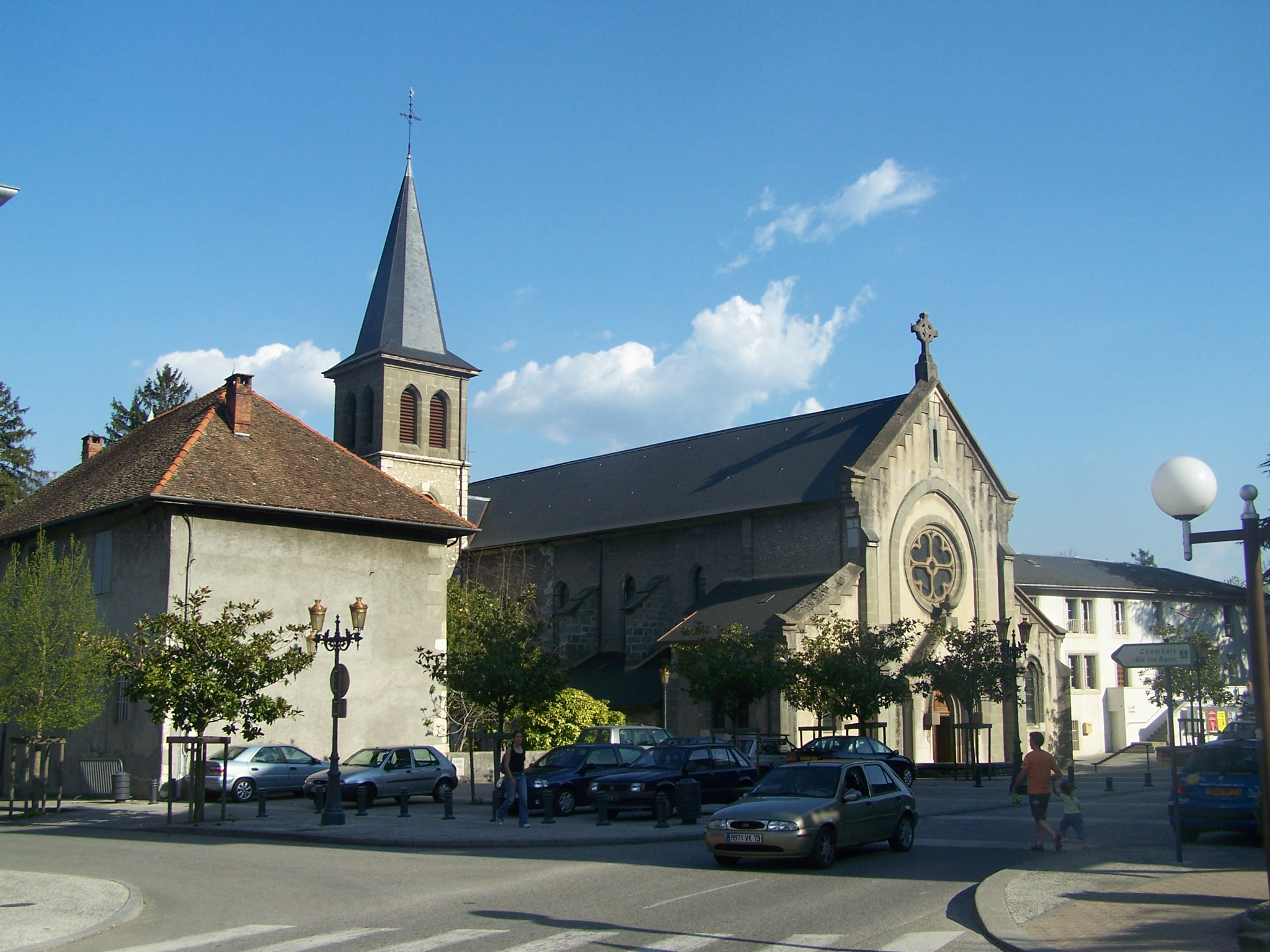
Kościół św. Wawrzyńca (2007)

Le Bourget-du-Lac – miejscowość i gmina we Francji, w regionie Owernia-Rodan-Alpy, w departamencie Sabaudia.
Według danych na rok 1990 gminę zamieszkiwało 2886 osób, a gęstość zaludnienia wynosiła 144 osoby/km² (wśród 2880 gmin regionu Rodan-Alpy Le Bourget-du-Lac plasuje się na 307. miejscu pod względem liczby ludności, natomiast pod względem powierzchni na miejscu 503.).